# Sárpatakivölgy
Sárpatakivölgy (románul: Valea Șapartocului) falu Romániában, Maros megyében.

## Története
Fehéregyháza község része. A trianoni békeszerződésig Nagy-Küküllő vármegye Segesvári járásához tartozott.

## Népessége
2002-ben 223 lakosa volt, ebből 162 cigány, 59 román és 2 magyar nemzetiségű.

## Vallások
A falu lakói közül 204-en ortodox, 1 fő református, 1 fő római katolikus, 3-an pünkösdista hitűek és 14 fő román evangélikus.